# Monaka (岩手県)
monaka（もなか）は、株式会社モナカが岩手県盛岡市で運営している商業施設と高層マンションから構成する複合型施設である。キャッチフレーズは『「盛岡らしさ」のまんなかに。』である。

## 概要
元々は、川徳盛岡本店→中三盛岡店→Nanakと運営者や運営形態を替えながら営業していたが、2019年（平成31年）2月28日にNanakの運営者であるマイルストン・ターンアラウンド・マネジメント（MTM）が、オープン以来老朽化した建物の維持管理による赤字営業と運営会社の資金繰りが悪化、テナントの撤退が相次いでいた為、閉店を発表し同年6月2日をもって閉店となった。この閉店に盛岡市は盛岡市肴町商店街振興組合と盛岡商工会議所等の関係団体で河南地区の活性化賑わい創出につながる取り組みを模索していた。
Nanakの閉店から5か月半後の11月20日、MTMは盛岡市に本社があるカガヤ不動産に土地と建物を売却する契約を結んだ。2020年（令和2年）4月27日にカガヤ不動産を含む地権者8名が「中ノ橋通一丁目地区市街地再開発準備組合」を設立した。同年6月、この複合型施設の名称を「monaka」とした事を発表した。
計画では旧Nanakと旧Nanakに隣接した雑居ビルを解体、西地区に地上4階地下1階の商業施設、東地区に22階建ての高層マンションを建設する。商業施設は2024年7月11日に開業し、高層マンションは2027年4月の完成を目指す。

## 名称の由来
「盛岡の中心」や「盛岡らしさのど真ん中」という意味を込めて名付けられた。

## 商業施設「monaka」
Nanak跡地に地上4階、地下1階の商業施設が新築し、名称を「monaka」として2024年7月11日にオープンした。

### テナント
入居テナントについては公式ウェブサイト内「出店テナント情報」を参照。
主なテナント構成は、1階に生鮮食料品や惣菜、菓子等の物販や軽食を中心とし、クリーニング、調剤薬局、まつ毛サロン、銀行ATM等のテナントがある「フードマルシェ」、2階は飲食店が中心でその他は美容院、100円ショップ、iPhone買取や修理、ギャラリー等のテナントがある「暮らしとくつろぎのラウンジ」、3階はクリニックや学習塾が中心の「健康と学びのフロア」である。
4階は「事務所フロア」であるが、入居予定だった盛岡信用金庫が入居を撤回した為（後述）、オープン時には4階全体が空きフロアとなった。
地下1階は有料の地下駐車場がある。

### 盛岡信用金庫の入居撤回
2023年1月に本店と六日町本部にある本部機能を集約する為に、monaka4階フロア全体に移転する計画を発表し、再開発組合に参画していたが、2024年2月に資材や人件費の高騰で建設コストの増加が見込まれるため計画を撤回し、別の移転先を探すことになった。

## 住居施設「タワーレジデンス」
旧Nanakの東隣に建っていた雑居ビル数棟を解体した跡地に、地上19階建て、高さ58.6 mの住居棟を中心として2027年に完成予定である。
マンション1階に住居エントランスと駐車場、駐輪場の他に物販スペースが設けられる。2階から19階は住居フロアとなる。
また、住宅保留床を取得する組合員としてNIPPOが参画している。

### 事業計画の変更
当初は地上22階建て、高さ79.3 mで建設する予定だったが、2024年（令和6年）6月7日付で都市再開発法第38条第1項の規定適用を、岩手県知事により第3回の再開発事業計画の変更が認可され、同年6月18日に公告された。
変更内容は住居棟が地上22階から19階に、高さは79.3 mから58.6 mへ計画縮小となった。代わりに建築面積と建築延床面積を広げた事で、建ぺい率と容積率が当初の予定より広くなった。
住居フロアが3階から2階より上階に変更され、更に2階は新たに4戸を設け、3階から19階は1フロア4戸から6戸へ戸数を増やし、総戸数は80戸から106戸へ増加した。
多段式駐車場からタワーパーキングに変更され、住民用の駐車台数が18台から40台へ増加されたが、2階を住居フロアに変更した際、元々2階に設置予定だった駐輪場が1階に変更され、住民用の駐輪台数が120台から80台へ減少された。

### タワーレジデンス建設計画の保留
西地区に建設したmonakaと共に、中ノ橋通一丁目地区第一種市街地再開発事業で計画されていたタワーレジデンスが、建設資材と人件費高騰により、2025年2月に実施した指名競争入札で落札した事業者が現れなかった。2025年に着工し、2年後の2027年6月に完成予定だったが、2025年6月時点でタワーレジデンス建設は保留状態になっており、当面の間駐車場として利用する。岩手日報やIBC岩手放送の報道では、代替策としてオフィスビルの建設が検討している。